# 質量瘤
質量瘤是指一顆行星或衛星的地殼上一處具有比周邊地方有更強引力的地域。通常提及「質量瘤」這名詞，都是與月球有關。但事實上，在地球及火星，甚或在其他行星或衛星，都可能出現質量瘤。質量瘤的出現，與行星或衛星的構成部份的密度有關。

## 發現
質量瘤的發現起于美國在1972年4月24日阿波罗16号任务即将结束回航之前，将一顆名為PFS-2的小型“子卫星”释放到周期2小时的月球轨道上。這個軌道距離月球表面約55至76英里。太空人發現：子衛星在環繞月球運行時，出現運動速率不平均及與月球表面距離變化很大的問題。到後來，衛星更墜落到月球表面上。
但其實有關問題早在1968年已為美國太空總署（NASA）所發現。當時，Paul M Muller及William Sjogren在NASA的噴射推進實驗室工作，負責研究太陽神計劃早期的無人駕駛太空船的運行數據。他們發現：當太空船行經月球某些地域時，假若與月面距離足夠低、而且軌道不加修正的話，結果太空船會在數個月或數年間在月面墜毀。不過當時研究人員一度以為是太空船的計算出錯，以致軌道偏離原有的航道。

## 理論

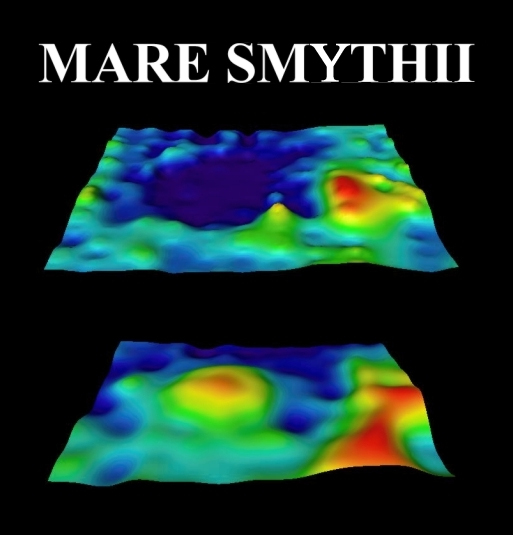
位於史密斯海的测绘圖（上圖）及對應之引力圖（下圖）顯示，當地有一個相當分量的質量瘤。

假設月球是一個均勻的球體，那麼，一個以均速運轉的衛星，亦應該以均速在月球上的固定軌道運轉。出現了這一現象，唯一原因就是因為月球並不是一個密度平均的星體。也許有人會問：月球跟地球一樣有高山有深谷，密度當然不平均了。可是，質量瘤一個奇怪的現象就是：很多時質量瘤在月球的所在地都在低地而不是高山。右圖所顯示的是月球的地勢圖和質量分布圖的比較：上圖的是地勢圖，下圖是質量分布圖。可以看見，在上圖綠色的低地，在下圖卻出現較重的質量分布。

## 形成
質量瘤的出現可能與隕石墜落有關。研究發現：這些質量瘤所在的月海都由較為緻密的玄武岩所形成，可能來自距離月球六公里深的岩漿。由於月球的地殼較薄，若較大型的隕石在月球表面墜落，可能會擊穿地殼，使地殼底下的地幔（月幔）湧出表面。而由於地幔含有不少金屬，密度相對比地殼較高，使質量瘤形成；相反地，一些由較細小的隕石造成的隕石坑，由於並沒有穿透地殼，所以並未有產生質量瘤。

## 質量瘤的所在
月球上比較知名的質量瘤包括有：雨海（Mare Imbrium）、危海（Mare Crisium）及東方海（Mare Orientale），都是由猛烈撞擊而形成的盆地。質量瘤的形成，與撞擊的面積大小無關，例如在風暴洋上就沒有任何質量瘤。
但質量瘤並非月球上獨有：地球上也有質量瘤，位置就在夏威夷。而夏威夷在地球上亦不是高山，而是地勢較低的地方。不過，有趣的地方是：夏威夷雖然不是由隕石坑撞擊而成，而是由地底火山噴發的岩漿形成，但夏威夷位於板塊的邊緣，鄰近全球地勢最底的海底，所以夏威夷亦有可能是由從地幔噴發出來的岩漿所形成的。
火星上也有質量瘤低地，位於阿爾及爾平原、伊希地平原及烏托邦平原撞擊盆地。

## 影響
現時的人造衛星都有審慎配置軌道，也一定裝設有修正軌道的引擎，以便當衛星經過質量瘤的上空時，能夠自行修正軌道，以免被引力所影響而偏離。對於質量瘤的調查也是行星調查的一項任務重點。

### 引用參考
1. ↑  Paul Muller and William Sjogren. . Science. 1968, 161: 680–684.

### 一般參考
- Mark Wieczorek and Roger Phillips. . Icarus. 1999, 139: 246–259.
- A. Konopliv, S. Asmar, E. Carranza, W. Sjogren, and D. Yuan. . Icarus. 2001, 50: 1–18.

НА РУССКОМ ЯЗЫКЕ

## 參看
- 月海

## 外部連結
- 上海网上天文台：奇异的月球轨道
- 香港太空館 - 星星問 - 問月球